# USS Philadelphia (1799)

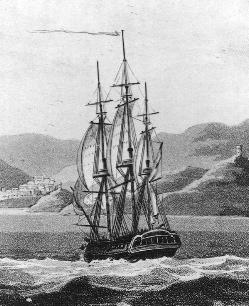
De USS Philadelphia

De USS Philadelphia van de Amerikaanse marine was een 36 kanonnen tellend fregat, te water gelaten in 1799. Ze deed mee in actieve zeegevechten tegen de Fransen en later in de Eerste Barbarijse Oorlog tegen de Tripolitaanse piraten, waar ze verloren ging.

## Geschiedenis
Oorspronkelijk werd de USS Philadelphia City of Philadelphia genoemd en werd ze gebouwd vanaf 1798 tot 1799 in opdracht van de regering van de Verenigde Staten, door burgers van Philadelphia (Pennsylvania) zelf. Ze werd ontworpen door Josiah Fox en gebouwd door Samuel Humphreys, Nathaniel Hutton en John Delavu. Haar houtbewerking en uitsnijding werd gedaan door William Rush van Philadelphia.
De bouw ving aan omstreeks 14 november 1798. Het schip werd te water gelaten op 28 november 1799, en in dienst gesteld op 5 april 1800. Kapitein Stephen Decatur, Sr. werd de eerste bevelhebber over het gewapende fregat. Ze ving haar diensten aan op zee voor diensttaken in West-Indië voor actieve oorlogstaken in de Quasi-Oorlog tegen Frankrijk. Ze kwam aan op haar oorlogspost te Guadeloupe in mei 1800 en sloot aan bij het fregat, de "USS Constellation". Tijdens haar actieve rondvaarten nam ze vijf Franse gewapende zeilschepen in en heroverde zes voormalige Amerikaanse zeilvrachtschepen die eerder in Franse handen waren gevallen.
Ze keerde huiswaarts in maart 1801. De "Philadelphia" kreeg orders om zich gereed te maken voor een jaar in de Middellandse Zee, als deelname met een smaldeel, onder bevel van Commodore Richard Dale. Op eigen verzoek werd Stephen Decatur Sr. vrijgesteld van het commando over de "Philadelphia" door kapitein Samuel Barron. Het squadron met Commodore Dale op het fregat "USS President" kwam toe in Gibraltar op 1 juli. De "Philadelphia" werd onmiddellijk op pad gestuurd en kruiste in de Straat van Gibraltar en blokkeerde de kust van Tripoli. De vele piratenaanvallen op onschuldige vrachtschepen hadden hier hun belangrijkste uitvalsbasis. De Pasja dreigde met een oorlog tegen de Verenigde Staten.
De "Philadelphia" vertrok uit Gibraltar en zeilde terug naar de Verenigde Staten op 11 mei 1802 en kwam er midden juli aan. Op 21 mei 1803, toen ze weer in actieve dienst werd gesteld, keerde ze terug naar de Middellandse Zee op 28 juli. Ze kwam weer in Gibraltar aan op 24 augustus. Kapitein William Brainbridge was nu de bevelhebber en twee dagen later heroverde ze de voormalige Amerikaanse brik "Celia" van het Marokkaanse oorlogsschip "Mirboka". Met 24 kanonnen en met 100 man bracht ze hen beide terug naar Gibraltar.
Omstreeks 31 oktober 1803 liep het schip aan de grond op een niet in kaart gebrachte rif nabij de haven van Tripoli. Alle pogingen om haar terug vlot te krijgen, terwijl ze onder vuur lag van zware kustbatterijen en de Tripolitaanse kanonneerboten mislukten echter. Ook door het kleine getijverschil in de Middellandse Zee kregen de Amerikanen niet langer de tijd om hun schip weer vlot te krijgen. Uiteindelijk zagen ze in dat ze ingesloten waren en dat hun schip brandde en gaven zich over aan de vijand. Haar officieren en manschappen werden slaven van de Pasja van Tripoli.

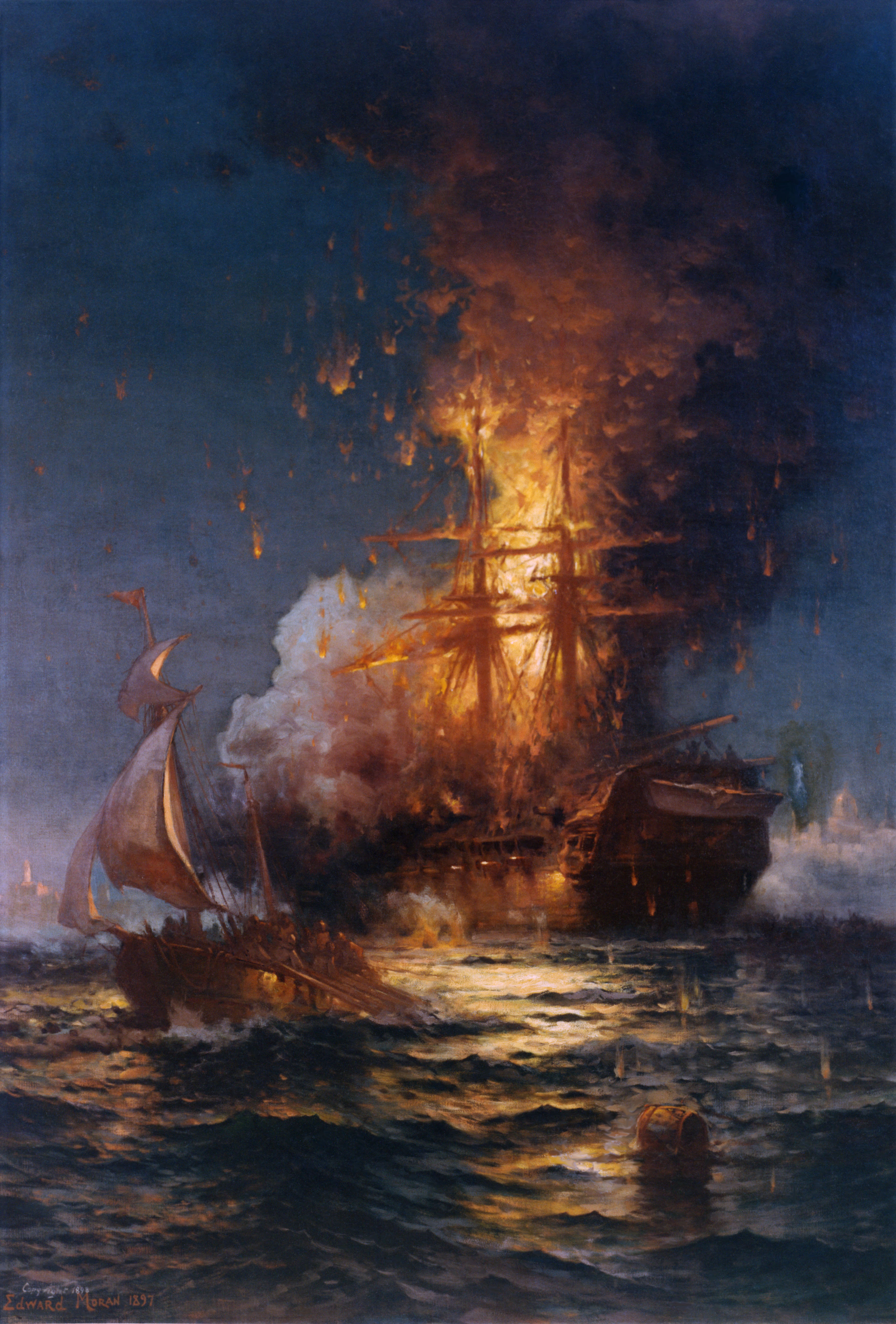
De brandende USS Philadelphia in de haven van Tripoli met de wegvarende USS Intrepid

Op 16 februari 1804 werd de "Philadelphia" heroverd en brandde ze uit terwijl ze in de haven van Tripoli lag. De aanvallers, een Amerikaanse vrijwilligersgroep van 74 officieren en matrozen, onder bevel van luitenant Stephen Decatur, Jr. klampten zich naast het schip de "Philadelphia", vanaf hun schip de "USS Intrepid". Verscheidene van hen droegen Maltese kleren om onder dekking van de nacht het schip te benaderen en in brand te steken: dit om te verhinderen dat het schip zou gebruikt worden door Barbarijse zeerovers.
Horatio Nelson zelf, bekend als een man van actie en dapperheid, riep tot de schreeuwende mannen:
"The most bold and daring act of the age !" 
("De meest stoutmoedige en gewaagste optreden van de eeuw !")
De Amerikanen trokken aan de riemen om met hun schip de "Intrepid" te ontsnappen aan het vuur van het havengeschut.
Het conflict met Tripoli was een harde leerschool. Officieren van de "Philadelphia", onder wie William Braibridge en David Porter, bleven geestelijk overeind terwijl ze leden onder hun gevangenschap. Een van Decaturs kadetten won de Slag in het Champlainmeer in de oorlog van 1812.
Het anker van de uitgebrande en uiteindelijke vernietigde "Philadelphia", werd teruggebracht naar de Verenigde Staten op 7 april 1871, toen de Pasja van Tripoli aanwezig was op het bezoekende schip "USS Guerriere".

## USS Philadelphia(1799)
- Type: Fregat van de United States Navy (1798 - 1804)
- Gebouwd: 14 november 1798
- Te water gelaten: 28 november 1799
- In dienst gesteld: 5 april 1800
- Verloren gegaan: Veroverd in 1803 door de Barbarijse piraten en dan afgebrand in 1804 tijdens Amerikaanse aanval

### Algemene kenmerken
- Waterverplaatsing: 1.240 ton
- Lengte: 40 m (130 voet)
- Breedte: 11,90 m (39 voet)
- Diepgang: 4,10 m (13,50 voet)
- Bemanning: 307 officieren en matrozen
- Bewapening: 36 x 18-pounders (dus kogels van 8 kg) kanonnen, telkens 18 aan bakboord en stuurboord